# Señorío de las Cinco Villas

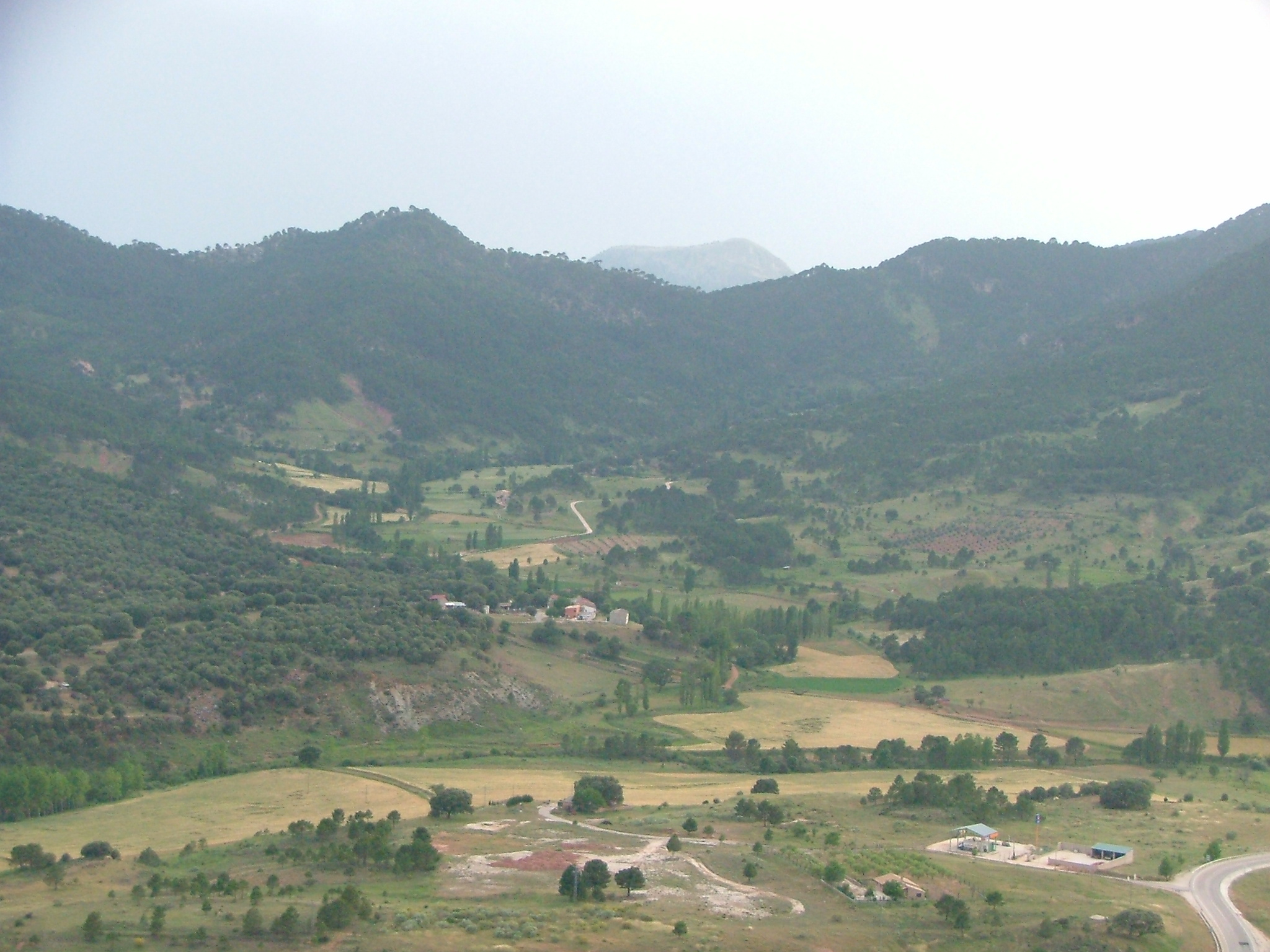
Panorámica desde Riópar Viejo. Al fondo cumbre del Padroncillo (1582) Sierra de Alcaraz.

Por Señorío de las Cinco Villas se conoce a la subcomarca histórica incluida dentro del antiguo Alfoz de Alcaraz.
Las cinco villas corresponden a los actuales municipios de Villapalacios (que fue la capital del señorío), Villaverde de Guadalimar, Bienservida, Riópar y Cotillas.
Estos cinco municipios se localizan en el borde suroccidental de la provincia de Albacete, dentro de la comarca de la Sierra de Alcaraz, cerca del límite con las provincias de Jaén y Ciudad Real, formando parte del partido judicial de Alcaraz.
Pero, históricamente, el territorio de este partido judicial ha pertenecido a distintas organizaciones y demarcaciones político-administrativas.
Después de la reconquista de Alcaraz, por el rey Alfonso VIII, en 1213, toda la comarca perteneció al Alfoz de Alcaraz, y a su vez al reino de Toledo (dentro de la Corona de Castilla). Al principio el único municipio era Alcaraz y todos los demás eran aldeas suyas, algunas de las cuales son hoy municipios de las provincias de Albacete, Ciudad Real, Cuenca, Toledo y Jaén, ya que el Alfoz medieval de Alcaraz era verdaderamente inmenso, más grande que muchas provincias actuales.
El símbolo común en los blasones de este Señorío (y del conde de Paredes) son los calderos.

## Los confusos orígenes de los primeros "5 villares" (7 "lugares"): reinado de Juan II
El Señorío de las Cinco Villas de la sierra de Alcaraz, al principio no estaba formada por las cinco villas exclusivas referidas, sino que, salvo Villapalacios, muy poco tienen que ver los primeros lugares que se citan literalmente en la historiografía, como: Matilla, Cenilla (Villapalacios), El Pozo, Robledillo (Villarrobledo) y Balazote, cedidos por Juan II al Comendador de Segura, don Rodrigo Manrique, en 1436, ya que este, al poco tiempo, tuvo que desprenderse de los villares citados, y cuando su hijo, Pedro Manrique (hermano de Jorge Manrique), reconstruya el Señorío, sólo Villapalacios seguirá formando parte del mismo; porque Matilla y Cenilla, situados en la misma zona, se despoblaron, mientras Robledillo y Balazote, ya no se volverían a recuperar.
Por lo que tampoco podemos hablar de dos Señoríos distintos, sino de una transformación del mismo, desde un origen común a partir del Real Privilegio de 1436, de modo que, al único que quedó (Villapalacios), se le unirían las otras 4 villas definitivas, más tardíamente.
Pues la formación del Señorío se inserta en las condiciones que sufrió el proceso de la Reconquista en tierras andaluzas. Por una parte, la inexistencia de un ejército regular o permanente, que obligaba al rey a contar con la ayuda militar de los nobles, el alto clero y las respectivas órdenes militares, con la consiguiente obligación de pagar los servicios prestados mediante la concesión de villas y lugares. Porque, por otro lado, la gran extensión incorporada a la Corona de Castilla en poco tiempo, hacía muy difícil al monarca asegurar la administración y defensa de los lugares recién conquistados.
La incorporación sucesiva de las villas de este Señorío, se llevó a cabo, en una primera etapa, a través de donación y posiblemente conquista de éstas; y en una segunda etapa, mediante la compra de algunas de ellas, y también por donación tardía.
Todo se remonta a cuando don Rodrigo Manrique, Comendador de Segura y Capitán Mayor de la frontera, organizó en el año 1434 una incursión en el reino musulmán de Granada que terminó con la toma y conquista de la villa de Huéscar, después de una sangrienta batalla. En premio a esta hazaña, don Rodrigo recibió del rey Juan II de Castilla, la recién ganada villa y los lugares de Matilla, Cenilla, El Pozo, Robledillo y Balazote que pertenecían al Alfoz de la ciudad de Alcaraz, y que ya desde hacía algún tiempo, parece ser que venía interesándose el Comendador por dichos lugares; además de la entrega de 300 vasallos y de 20 000 maravedíes.
Juan II hizo la donación de estos lugares citados a don Rodrigo Manrique, a través de la Carta de Privilegio de 20 de diciembre de 1436 y confirmada el 6 de abril de 1437. Aunque de esta primera etapa, tampoco puede sugerirse la existencia de 7 villas: Villaverde, Bienservida, Matilla, Cenilla, El Pozo (Villapalacios), Robledillo y Balazote, sino como se expresa literalmente en el citado Privilegio, 5 eran, al menos, "villares" (las otras 2 poblaciones serían considerados presumiblemente, tal vez, como "lugares", no citados), aunque existen versiones equivocadas, en varios documentos, donde se hacen corresponder los nombres de las 5 villas de la época de los Reyes Católicos, con 5 de estos "lugares" del Privilegio (por ejemplo el Informe del Archivo del Conde de Paredes de 10 de julio de 1833), donde aparecen asociados dichos nombres.
Losa Serrano (1988), mantiene que el lugar citado como Robledillo es la actual Villarrobledo, tesis que deriva de la de Pretel Marín, en la que discrepa, a su vez, de la tesis de Sandoval Mulleras que afirmaba que Villarrobledo ya era villa independiente de Alcaraz desde 1412, por privilegio de Juan II. Se puede considerar, no obstante, que en caso de que así fuera, se entendería la posibilidad de que este real privilegio sólo fuera parcial, como una villa que se inició de realengo, pero que pasaría a villa del conde de Paredes, en 1436. 
Respecto a Bienservida y Villaverde, es muy posible que Manrique se apoderase por su cuenta de estos dos "lugares" para convertirlos igualmente en "villas", cercanas a su Encomienda, por lo que el rey, tal vez se viera presionado a su donación, en beneficio de la defensa del reino, aunque no las hubiera otorgado en su Carta de Privilegio de 1436, ni tampoco en ningún otro privilegio reconocido hasta hoy, desde el punto de vista historiográfico. Pero que no debemos de asociarlas con las del privilegio de 1436.

## Primera desintegración del Señorío
A los pocos años de haber recibido estos lugares, don Rodrigo Manrique tuvo que desprenderse de ellos, para poder librarse de los grandes ahogos en que se encontraba, como consecuencia de las convulsiones políticas en que se vio envuelto el reino; sobre todo por el absoluto dominio que ejercía Álvaro de Luna.
El destino que tuvieron los 5 primeros "villares" no despoblados de: Villapalacios, Bienservida, Villaverde, Balazote y Robledillo, fue el siguiente:
Villapalacios fue otorgada por don Rodrigo al comendador Álvaro de Madrid.
Bienservida también fue cedida a Alfonso Torres, caballero y criado de don Rodrigo.
Villaverde de Guadalimar, igualmente, fue cedida, aunque se desconoce su receptor.
Balazote fue vendida en 1461, a Gonzalo de Tapia, y ya no la volvería a recuperar.
Respecto a Robledillo (Villarrobledo), pasó a manos de don Juan Pacheco (marqués de Villena), por un contrato de compra-venta, el 4 de agosto de 1454, que tampoco se recuperaría (declarada villa de realengo en 1475). 
Don Rodrigo falleció en Ocaña, el 11 de noviembre de 1476, a los 70 años, sucediéndole en la dignidad de conde de Paredes, con el título II, su hijo Pedro Manrique. También heredó el título de Comendador de Segura y como tenía su principal residencia en dicha Encomienda, trató de recuperar, nuevamente, el señorío que había poseído su padre, con la adquisición, por compra, de las villas de Villapalacios, Bienservida y Villaverde, e incluso lo amplió con la incorporación, mediante la donación por parte de los Reyes Católicos, de las villas de Riópar y Cotillas, haciendo así justicia a la memoria de su padre, que tanto empeño había puesto en poseer un señorío en tierras de la Sierra de Alcaraz.

## Refundación del Señorío de las Cinco Villas: reinados de Enrique IV e Isabel I

### Recuperación de Bienservida, año 1468
Según Salazar y Castro: Don Pedro Manrique y doña Leonor de Acuña adquirieron el 13 de abril de 1468, el dominio de la villa de Bienservida, vendiéndosela Alfonso de Torres, caballero y criado de la Casa de don Rodrigo Manrique, su padre, por precio de 600 000 maravedíes de la moneda corriente en Castilla, que dos blancas viejas y tres nuevas hacían un maravedí.
Bienservida fue concedida con nombramiento de alcaldes, alguacil y demás oficios de ella y con todos sus vasallos, rentas, pechos y derechos, pastor, montes, eras, casa, aguas, fuentes, ríos, ejidos, cotos con todas las dichas cosas y término redondo, comunidad de sierra y montes que tiene con la ciudad de Alcaraz y con término de la villa de Villapalacios.

### Recuperación de Villapalacios, año 1470
Don Pedro compró la villa de Villapalacios, su casa fuerte, vasallos, pechos, derechos, términos, montes y prados con la jurisdicción alta y baja y mero, mixto imperio de ella, por precio de 500 000 maravedíes, la cual, porque confinaba con Bienservida le era de mucha comodidad. Vendiósela Lope de Madrid, García de Madrid, Rodrigo de Madrid y Diego de Ponte, hijos del Comendador Álvaro de Madrid, difunto, señor que fue de Villapalacios y también Alfonso de Córdoba, albacea del difunto Sancho de Madrid —hijo de dicho Comendador— en nombre de Álvaro de Madrid, su hijo, y de dona Catalina Balleros, su madre y tutora.
Se otorgó la escritura en Úbeda el 31 de agosto de 1470 ante Andrés Fernández, escribano público.

### Incorporación de Riópar y Cotillas, año 1477
Muerto el marqués de Villena, don Juan Pacheco, el 4 de octubre de 1474, Enrique IV cedió al hijo de éste, Diego López, todas las posesiones del difunto, sin contar para nada con la aristocracia del reino. Don Diego reclamaba también el maestrazgo de Santiago, que había estado en posesión de su padre. Pero inmediatamente, el duque de Medina Sidonia y don Rodrigo Manrique lanzaron sus respectivas candidaturas a la jefatura de la Orden. Los bandos de Castilla cobraron toda su virulencia, especialmente desde que el 12 de diciembre muriera el rey, y los príncipes Isabel y Fernando se proclamaran monarcas de Castilla y León. El marqués de Villena comenzó a ocupar los castillos santiaguistas que habían estado en poder de su padre. Don Rodrigo Manrique (I conde de Paredes), por su parte, se nombró a sí mismo Maestre y envió a sus hijos a la lucha para ocupar las principales fortalezas de la Orden.
Por entonces tuvo lugar un hecho de armas entre el marqués de Villena y el conde de Paredes que va a repercutir directamente en la constitución definitiva del Señorío de las Cinco Villas, nos referimos a la toma de Riópar, Cotillas y San Vicente (actual Vegallera en el municipio de Molinicos) por las tropas manriqueñas.
Se carece de noticias acerca de la ocupación de Cotillas y San Vicente (Vegallera), sin embargo de la conquista de Riópar, parece ser que la lucha por la fortaleza tuvo su origen en la sublevación de la población de la villa, descontenta del alcaide Alfonso de Montoya. Enterado del alzamiento, don Pedro Manrique mandó inmediatamente al alcaide de Segura con 150 peones y una docena de lanzas, en auxilio de los rebeldes. Más tarde desde Siles, Segura, Yeste, Villapalacios, Villaverde, Cazorla y Úbeda, vinieron tropas para abastecer al pequeño ejército manriqueño, que, unido a los naturales del lugar, sitiaba las murallas de la fortaleza.

### Consolidación de Villaverde, año 1481
Respecto a Villaverde, puede ser que el desconocido caballero a quien se donó esta villa por don Rodrigo, fuera su propio hijo don Pedro. Pues se sabe que don Pedro Manrique ya poseía esta villa cuando contrajo matrimonio con doña Leonor de Acuña. Por lo que, si bien nunca se separó del Señorío, queda constancia en el testamento de don Pedro, ya gravemente enfermo en 1481, la idea de consolidación del mayorazgo de su padre, de todas sus villas y bienes.

## Fin del Señorío
En el siglo XVIII, el Señorío será vendido al conde de las Navas de Amores, a pesar de los pleitos con la ciudad de Alcaraz sobre la propiedad de la jurisdicción, y también a pesar del secuestro y posterior pleito suscitado como consecuencia de la Guerra de Sucesión Española.
Pero el finiquito definitivo al Señorío, se daría junto al de todos ellos, con el famoso Decreto de abolición de los Señoríos, en 1812.